# Phylica cephalantha
Phylica cephalantha är en brakvedsväxtart som beskrevs av Otto Wilhelm Sonder. Phylica cephalantha ingår i släktet Phylica och familjen brakvedsväxter. Inga underarter finns listade i Catalogue of Life.